# Пенькозавод (Атяшевский район)
Пенькозаво́д — посёлок в Атяшевском районе Республики Мордовия. Входит в состав Киржеманского сельского поселения.

## География
Посёлок находится на левом берегу реки Вечерлей, на расстоянии 16 км к северо-западу от рабочего посёлка Атяшево, административного центра района.

## Население
| 2002 | 2010 |
| ---- | ---- |
| 115  | ↘105 |

### Национальный состав
Согласно результатам переписи 2002 года, в национальной структуре населения мордва-эрзя составляла 82 % из 115 чел.